# Веренички прстен
Веренички прстен представља веридбени накит који будући супружник дарива својој будућој супрузи као знак љубави и будућег заједничког живота.

## Историјат
Веренички прстен је увек био симбол верности и има веома дугу традицију. Стари Египћани су сматрали да је прстен симбол везивања и нераскидивости брака и даривали су га као знак верности и љубави. Западна култура је вереничко прстење посматрала исто тако уз неке мале измене. На пример, уврежено је било да се веренички прстен носи на левој руци, а после венчања да се пребацује на десну. Прво вереничко прстење са дијамантима потиче још из 15. века. Ову традицију је започео 1477. надвојвода Максимилијан Аустријски, када је дијамантски прстен поклонио Марији Бургендланској, својој будућој супрузи. Дијамант је симболисао вечну љубав, а због своје трајности. Дијамант као обавезан део вереничког прстена се задржао у неким земљама, попут САД и Канаде и обично се носи на левој руци, док се у Пољској, Украјини и Србији, на пример, носи на десној. Хришћани су већ у раном хришћанству увели прстење као симбол брака. Даривање вереничког и венчаног прстења се јавило одвојено почетком 19. века. Пуританци су током 16. и 17. века одбацивали ове симболе као непотребне и девојке би уместо вереничког прстена добијале напрстак. Користиле би га како би вредно шиле све до своје удаје. Тада би се одсекла капица напрска и остајао би метални обруч који би служио као бурма. Удате Римљанке су носиле веренички (или венчани) прстен на средњем прсту, јер се веровало да од њега полази један нерв (тзв. аморис) или вена љубави и иде право до срца. Због тога, она прима емоцију онога ко га даје према ономе ко га носи.

## Традиција
У неким европским земљама, венчани и веренички прстен су један комад накита, с тим што се након венчања на њега угравирана имена младенаца и датум венчања и премешта се на другу руку. Модерније вереничко прстење се састоји из два или три спојена прстена, од којих се касније раздвајањем добијају бурме и прстен. Традиционално, то су ипак два одвојена прстена. Не постоји строго правило на којој руци се носе. Бурма може да се стави преко вереничког прстена или што је практичније, да буду сваки на различитој руци и тако се неће међусобно гребати, односно оштетити. Такође, млада може бурму да стави на леву руку, а после церемоније венчања да се веренички прстен премести са десне на леву, изнад бурме. Тако ће бурма бити ближе срцу, што је јасна симболика. Постоји и обичај да се веренички прстен даје куми или деверуши која га чува за време венчања и онда га враћа младој која га ставља на руку коју жели.

## Дизајн
Попут осталог накита, веренички прстен може знатно да се разликује у зависности од материјала, дизајна, камења које се користи или већ по неком другом специфичном захтеву. Цена вереничког прстења са драгим каменом зависи од врсте камена, карата, тежине, боје, бистрине и квалитета брушења, а мање од облика камена, стила брушења и неких специфичних захтева. Према неким саветима, метал који ће се бирати зависи од самог дијаманта. Уколико је дијамант безбојан, бољи је бели метал, бело злато (најчешће 14- или 18-каратно), ређе платина. Ако је дијамант мањег квалитета, па тако замућен, бољи је избор жуто злато. Неки људи прескупе дијаманте замењују синтетичким камењем цирконијумом. Такође савет је да без обзира да ли је прстен модеран или класичан, свакако буде романтичан, али пре свега квалитетан и удобан јер се носи дуги низ година.

## Трендови
Модерно време је донело и вереничко прстење за мушкарце. При томе, мушкарцу прстен може да дарује жена или други мушкарац уколико је у питању геј пар. И овај накит је доступан у великом броју варијанти дизајна. Израђује се од више боја злата, али и од сребра и платине са камењем или без њега. Према писању сајта Odsjaj.com, иако је правило, није и обавезно да мушкарци преферирају једноставност, па отуда и велики избор и за ову намену.

## Занимљивости
- Енди Парк, средовечни житељ Уједињеног Краљевства, у јулу 1993. је у часовима доколице одлучио да прослави Нову годину и схватио да га празнично декорисање чини срећним. Зато је наставио са овим видом забаве годинама касније и коначно одлучио да се ожени својом пластичном јелком коју је заволео више од ичега на свету. Зато јој је купио веренички прстен и једини проблеми су му били на коју грану ће закачити прстен и како ће наћи свештеника који ће пристати да га венча.[8]